# Fragaria pentaphylla
Espèce
Classification phylogénétique
Synonymes
- Potentilla pentaphylla

Fragaria pentaphylla est une espèce de fraisier sauvage originaire de Chine. En chinois, on l'appelle le « fraisier à cinq feuilles » (chinois simplifié : 五叶草莓 ; chinois traditionnel : 五葉草莓 ; pinyin : wǔyè cǎoméi).

C'est une plante herbacée vivace. Les fleurs sont hermaphrodite, auto-incompatible, avec un mode de reproduction sexuée et un mode de reproduction asexuée par stolons de type monopodiaux. Fragaria pentaphylla est une espèce diploïde avec 7 paires de chromosomes (2n = 14). La floraison a lieu entre avril et mai, et les fruits mûrissent entre mai et juin. Les fleurs de Fragaria pentaphylla ont été observées visitées par des fourmis et des petites abeilles (y compris certaines espèces de Megachilidae, Apidae, Andrenidae et Halictidae) et des mouches (Syrphidae et Bombyliidae). Il existe chez Fragaria pentaphylla deux morphes, produisant des fraises  blanches pour l'un et rouges pour l'autre (même phénomène chez Fragaria vesca).

## Description
Généralement haute de 6 à 15 cm, cette espèce fleurit généralement d'avril à mai, les fruits sont mûrs en juin. Les caractéristiques incluent :
- Feuilles épaisses à 5 folioles (2 folioles auxiliaires et 3 folioles terminales)
- Fruit hémisphérique, parfois blanc (f. alba)[a]
- Feuille glabre dessus, légèrement poilu dessous
- Pétales réfléchis
- Fleurs principalement isolées ou par paires, rarement par 3[1],[3].
- Stolons monopodiaux

## Répartition
Fragaria pentaphylla est originaire des provinces chinoises : Sichuan, Qinghai, Gansu, Shanxi et Henan, elle est largement répartie dans divers habitats, notamment les prairies de montagne, les forêts, les clairières forestières, les terres dénudées et arbustives, les zones graveleuses ; à des altitudes allant de 700 m à 2300 m dans le sud-ouest de la Chine.

## Culture
Cette espèce est rare en culture.

## Recherche scientifique
Cette plante a peu ou pas de valeur commerciale mais plutôt une valeur génétique. Grâce au doublement des chromosomes, elle peut être croisée avec Fragaria ×ananassa, la fraise de jardin (espèce hybride allo-octoploïde). Elle peut aussi constituer un modèle pour la recherche.